# Прохоров, Юрий Вячеславович
Юрий Вячеславович Прохоров (род. 24 декабря 1966 года, Фряново, Московская область, РСФСР, СССР) — представитель муниципальной власти. Глава городского округа Жуковский с 13 декабря 2018 года.

## Биография
Юрий Вячеславович Прохоров родился 24 декабря 1966 года в посёлке Фряново, Щёлковского района Московской области. В 1982 г. окончил Быковскую среднюю школу №15. С 1982 г. по 1986 г. учился в Жуковском Авиационном техникуме. В 1986 г. поступил в Московское высшее военное командное училище (тогда – Московское высшее военное общевойсковое командное училище им. Верховного Совета РСФСР), которое успешно окончил в 1990 г., получив специальность инженера по эксплуатации техники. Дальнейшую службу проходил в г. Петропавловск-Камчатский в должности командира взвода, занимался решением проблем по переподготовке военнослужащих, уволенных в запас. Руководил лабораторией Государственного центра переподготовки военнослужащих «Металл и бизнес» г. Москва. С 2002 г. занимался предпринимательской деятельностью. Руководил шестью предприятиями малого и среднего бизнеса. Лауреат проекта «Профессиональная команда страны в номинации «Государственное и муниципальное управление».
Награждён медалью «За укрепление боевого содружества», грамотами глав городов Жуковский, Раменское, Щёлково, Фрязино, а также грамотой и благодарностью губернатора Московской области Андрея Воробьёва.